# 徐雪丽
徐雪丽（1977年4月8日—），台湾女子网球运动员。她曾代表中华台北队参加協會盃。於1997年夏季世界大學運動會與王思婷合作女子雙打獲得金牌，也曾在泰国曼谷举行的1998年亚洲运动会中获得女子团体金牌。